# Біаза
Біаза (рос. Биаза) — село у Сєверному районі Новосибірської області Російської Федерації.
Входить до складу муніципального утворення Біазінська сільрада. Населення становить 519 осіб (2010).

## Історія
Згідно із законом від 2 червня 2004 року органом місцевого самоврядування є Біазінська сільрада.

## Населення
| 1926 | 2002 | 2007 | 2010 |
| ---- | ---- | ---- | ---- |
| 547  | ↗615 | ↘555 | ↘519 |